# Сумские шхеры
Сумские шхеры — скопления островов и отмелей в Онежской губе Белого моря. Расположены недалеко от Поморского берега — в Сумской губе, Сорокинской губе и далее до Шуйострова на севере. Административно относятся к Беломорскому району Карелии.
Крупнейшими из этих островов являются: Сосновцы, Большой Варбостров, Малый Варбостров, Березовец, Райдостров.